# Stephen Ambrose

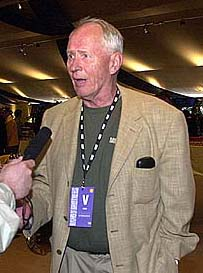
Stephen Ambrose

Stephen Ambrose (10. ledna 1936, Lovington, Spojené státy americké – 13. října 2002, Bay St.Louis, Spojené státy americké) byl americký historik a spisovatel, autor bestsellerů Citizen Soldiers, Band of Brothers, D-Day - June 6, 1944 a Undaunted Courage.

## Život
Narodil se 10. ledna 1936 v Lovingtonu, stát Illinois v rodině lékaře. Po vypuknutí 2. světové války otec Dr. Ambrose vstoupil do amerického válečného námořnictva a jeho rodina s ním cestovala po různých částech USA. Patriotická atmosféra tohoto vojenského období poznamenala celý Stephenův život a práci. Na konci války se usadili ve Whitewateru, stát Wisconsin.
Původně chtěl pokračovat ve stopách svého otce a proto začal studovat na Universitě ve Wisconsinu, ale jeho první kontakt s americkou historií natrvalo změnil směřování jeho života. Našel zálibu v objevování a vyprávění příběhů amerických hrdinů.
Po zisku titulu doktora historie se začala jeho třicetiletá učitelská kariéra na Universitě v New Orleansu. První knihu Halleck vydal v roce 1962. Sice se jí prodalo méně jako 1000 kusů v prvním vydání, zaujala ale bývalého prezidenta Eisenhowera, který si vybral dvacetiosmiletého profesora Ambroseho, aby napsal jeho oficiální životopis.
Ambrose se v době pěti let pravidelně setkával s bývalým prezidentem USA Dwightem Eisenhowerem na farmě v Gettysburgu, stát Pensylvánie. Spolupracoval s Eisenhowerovými přáteli a měl neomezený přístup k jeho prezidentským písemnostem. Dvousvazkový životopis 34. prezidenta USA způsobil, že je považován za jednoho z předních amerických historiků.
Ambroseho práce dosáhly svého vrcholu popularity s jeho mistrovským popisem expedice Lewise a Clarka – Undaunted Courage. Tato kniha se dostala na vrchol řebříčku bestsellerů. K ní se připojila další Ambroseho práce – Citizen Soldiers – 2. světová válka ode dne D po kapitulaci Německa z pohledu pěchoty (GI). Kniha Lewis a Clark oživila zájem o historii Missouri. Titul Citizen Soldiers způsobil obrovský veřejný zájem o 2. světovou válku u Američanů, kteří v ní bojovali. Ambrose spolupracoval jako odborný poradce pro Spielbergův film Zachraňte vojína Ryana. Později byl na základě jeho knihy Band of Brothers ve Spielbergově a Hanksově produkci natočen stejnojmenný i televizní seriál.
Po odchodu do důchodu z funkce profesora historie na Universitě v New Orleansu Ambrose zastával funkci čestného ředitele Eisenhowerova centra a zakladatele a prezidenta Národního muzea dne D v New Orleansu. Také přispíval do Quartely Journal of Military History a byl členem Lewis and Clark Bicentennial Council Board.
Spolu se svou manželkou si postavil dům v Bay St.Louis, stát Mississippi a v Heleně ve státě Montana.
Zemřel 13. října 2002 ve věku 66 let. Jeho poslední kniha 'To America: Personal Reflections of an Historian' byla publikována v listopadu 2002. Začal ji psát poté, co mu lékaři diagnostikovali rakovinu – šest měsíců před smrtí.
Je pochován na Garden of Memory Cemetery v Bay St.Louis, stát Mississippi.

## V češtině
- 2003 Dlouhá železná stuha (Nothing like it in the World: The Men who Built the Transcontinental Railroad)
- 2004 Občané vojáci (Citizen Soldiers: The U.S. Army from the Normandy Beaches to the Bulge to the Surrender of Germany)
- 2006 Den D (D-Day June 6, 1944)
- 2006 Vítězové (The Victors: Eisenhower and his Boys)
- 2006 Bratrstvo neohrožených (Bands of Brothers)
- 2006 V nebezpečných výšinách (The Wild Blue: The Men and the Boys who Flew the B-24s over Germany)